# Fauville
Fauville is een gemeente in het Franse departement Eure (regio Normandië) en telt 315 inwoners (1999). De plaats maakt deel uit van het arrondissement Évreux.

## Geografie
De oppervlakte van Fauville bedraagt 3,3 km², de bevolkingsdichtheid is 95,5 inwoners per km².
De onderstaande kaart toont de ligging van Fauville met de belangrijkste infrastructuur en aangrenzende gemeenten.

## Demografie
Onderstaande figuur toont het verloop van het inwonertal (bron: INSEE-tellingen).